# Reoet
De Reоеt (Russisch: Реут) is een Russische rivier van 88 kilometer lang die haar oorsprong heeft nabij het dorp Drozdy (oblast Koersk) op het Centraal-Russisch Plateau. De rivier mondt uit in de Sejm 3 km van de nederzetting met stedelijk karakter Ivanino in de district Koertsjatovski.
Het stroomgebied van de rivier is 1.030 km² groot.
De belangrijkste zijrivieren van de rivier zijn: Radutin (lengte 25 km), Bobrik (24), Lubatsj (16), Reutets (16), Borsjtsjen (15) i Nemtsja (14).